# Jean de Gisors
Jean de Gisors (1133 – 1220) è stato un signore normanno fondatore della città di Portsmouth.

## Biografia
Jean de Gisors è stato signore della fortezza di Gisors dove si tenevano delle assemblee tradizionali con i re di Francia e d'Inghilterra e dove si e prodotta, nel 1188, una querela curiosa concernente l'abbattimento di un olmo.
Con l'avvento del 1193, è stato vassallo del re Enrico II d'Inghilterra, poi di Riccardo I d'Inghilterra. Possedeva delle proprietà in Inghilterra (nel Sussex ed il maniero di Tichfield nell'Hampshire).
È riconosciuto come il fondatore di quel paese che diventera la città di Portsmouth. La costruzione di questa città è ricollegabile alla sua autorità. La vecchia Portsmouth è chiaramente una città pianificata, un altro esempio di città a griglia medievale, secondo la moda dell'epoca, lo si può ritrovare in città come Salisbury.
La cappella di San Tommaso, consacrata a San Tommaso Becket, è una delle prime costruzioni ordinate da Jean de Gisors che ha donato dei terreni nella sua nuova città ai canoni del priorato  di Augustino di Southwick per cui poté costruire una cappella «nell'onore glorioso del martire Tommaso di Canterbury». Questa fondazione è divenuta quella che oggi è la cattedrale di Portsmouth.
La padronanza di Jean de Gisors è stato interrotto quando ha pagato il prezzo di una rivolta mancata in Normandia, mediante la cessione di tutte le sue terre e compresa Portsmouth a Riccardo Primo d'Inghilterra.

## Priorato di Sion
Secondo la falsa lista compilata da Pierre Plantard, sarebbe stato il primo Gran Maestro (dal 1188 al 1220) del leggendario Priorato di Sion.